# Fallen Angels (álbum de Venom)
Fallen Angels es el decimotercer álbum de estudio del grupo británico de heavy metal Venom, editado por el sello discográfico Spinefarm Records en 2011. Consta de trece canciones, mientras que la edición limitada contiene dos bonus tracks: «Annunaki Legacy» y «Blackened Blues».
Es el primer álbum con el baterista Dante, quien tomó el relevo de Antton en 2008, después del lanzamiento de Hell.

## Lista de canciones
| N.º | Título                | Duración |  |
| 1.  | «Hammerhead»          | 5:00     |  |
| 2.  | «Nemesis»             | 3:07     |  |
| 3.  | «Pedal to the Metal»  | 3:43     |  |
| 4.  | «Lap of the Gods»     | 5:09     |  |
| 5.  | «Damnation of Souls»  | 4:30     |  |
| 6.  | «Beggarman»           | 4:29     |  |
| 7.  | «Hail Satanas»        | 4:33     |  |
| 8.  | «Sin»                 | 5:33     |  |
| 9.  | «Punk's Not Dead»     | 4:10     |  |
| 10. | «Death Be Thy Name»   | 3:10     |  |
| 11. | «Lest We Forget»      | 2:15     |  |
| 12. | «Valley of the Kings» | 4:52     |  |
| 13. | «Fallen Angels»       | 7:06     |  |

- Fuente:[2]

| Bonus tracks |                   |          |  |
| N.º          | Título            | Duración |  |
| 14.          | «Annunaki Legacy» | 4:24     |  |
| 15.          | «Blackened Blues» | 4:52     |  |

- Fuente:[2]

## Créditos
La siguiente lista son los créditos:
- Conrad Lant - bajo, voz
- La Rage - guitarra, coros
- Dante - batería, coros